# Józefów (powiat łukowski)
Józefów – wieś w Polsce, położona w województwie lubelskim, w powiecie łukowskim, w gminie Stanin. Obok wsi przepływa Bystrzyca, niewielka rzeka dorzecza Wisły.
| SIMC    | Nazwa | Rodzaj     |
| ------- | ----- | ---------- |
| 0689409 | Zamek | przysiółek |

W latach 1975–1998 wieś należała administracyjnie do województwa siedleckiego.
Wieś stanowi sołectwo w gminie Stanin. Według Narodowego Spisu Powszechnego z roku 2011 wieś liczyła 354 mieszkańców.
Wierni Kościoła rzymskokatolickiego należą do parafii św. Marii Magdaleny w Tuchowiczu.